# Maja Lise Rønneberg
Maja Lise Rønneberg, gift Rønneberg Rygg, född 10 juli 1930, är en norsk före detta skådespelare, lektor och författare. Hon var dotter till Anton Rønneberg.
Rønneberg verkade under 1950-talet vid Nationaltheatret. Hon medverkade också i filmerna Skøytekongen (1953) och Støv på hjernen (1959).
Den 26 november 2010 tilldelades hon Kongens fortjenstmedalje.

## Filmografi
- 1953 – Skøytekongen
- 1959 – Støv på hjernen